# Pedro Pablo Elizondo Cárdenas
Pedro Pablo Elizondo Cárdenas (San José de Gracia, 4 de septiembre de 1949 ) es un obispo diocesano, perteneciente a la Congregación de los Legionarios de Cristo, obispo de la Diócesis de Cancún-Chetumal desde el 22 de noviembre de 2004.

## Biografía
Nació en San José de Gracia, Michoacán el 4 de septiembre de 1949. Cursó sus estudios de filosofía en la Universidad Pontificia Gregoriana de Roma y los estudios de Teología en la Universidad Pontificia de Santo Tomás de Aquino de Roma, y fue ordenado sacerdote de la congregación de los Legionarios de Cristo, en Roma el 24 de diciembre de 1982. 
En su ministerio sacerdotal ha ejercido el cargo de maestro de novicios en los seminarios de la Legión de Cristo de Salamanca, España y Cheshire, Estados Unidos. 
Fue profesor de pastoral hispana en el seminario de la Arquidiócesis de Nueva York y Rector del seminario de los Legionarios de Cristo en Santiago de Chile y también en Dublín, Irlanda. 

## Obispo prelado de Cancún-Chetumal
El papa Juan Pablo II lo nombra Obispo Prelado de Prelatura de Cancún-Chetumal el 26 de octubre de 2004. Recibió la ordenación episcopal y tomó posesión de la Prelatura el 22 de noviembre de 2004.
Durante la LXXXII Asamblea Ordinaria de la Conferencia del Episcopado Mexicano, es nombrado Suplente de la Provincia Eclesiástica de Yucatán para el Trienio 2007-2009.

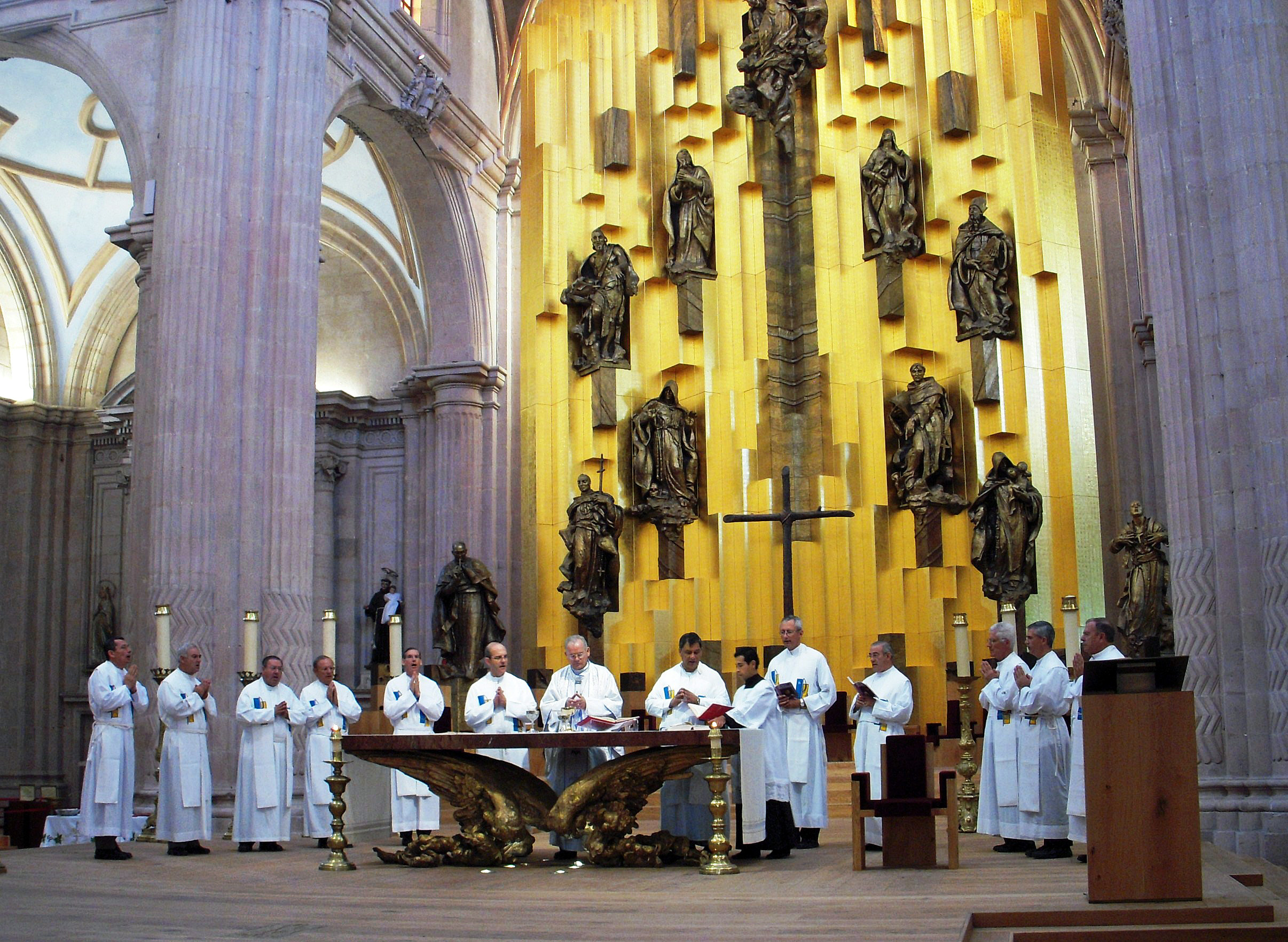
Concelebración en la Catedral Basílica de Zacatecas

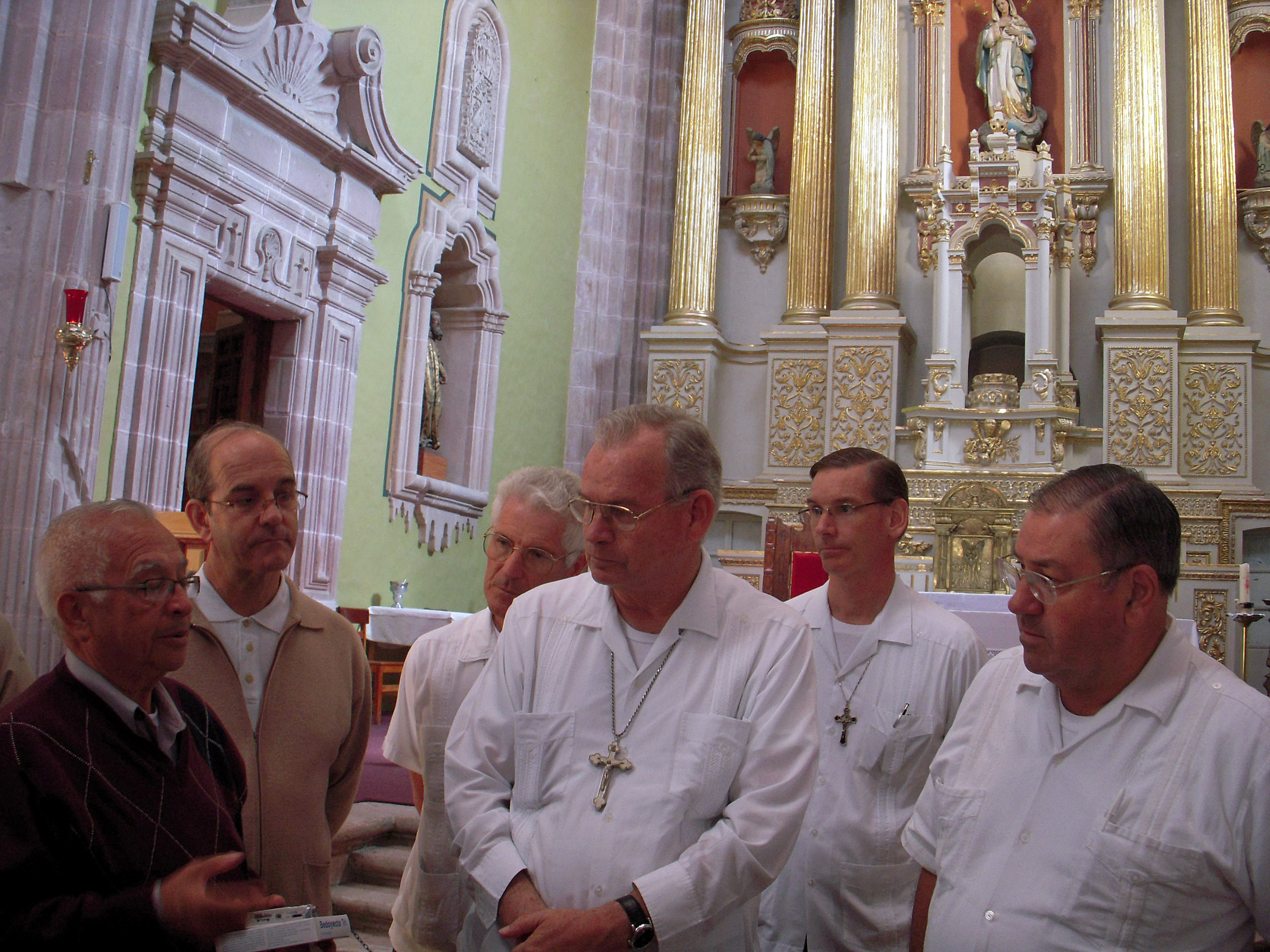
Visita el Templo de Sto. Domingo en Zacatecas

## Obispo de Cancún-Chetumal
El 15 de febrero de 2020, el Papa Francisco, eleva la Prelatura de Cancún-Chetumal a rango de Diócesis y a su vez, lo nombró como primer obispo de la nueva Diócesis.